# Magnus Sahlberg
Magnus Sahlberg (* 17. Februar 1984) ist ein schwedischer Badmintonspieler. 

## Karriere
Magnus Sahlberg siegte nach neun Nachwuchstiteln in Schweden 2006 erstmals bei den Erwachsenen, als er die Herreneinzelkonkurrenz bei den Iceland International gewann. Zwei Jahre später siegte er bei den schwedischen nationalen Meisterschaften. 2009 war er bei den Portugal International erfolgreich.

## Sportliche Erfolge
| Saison    | Veranstaltung                     | Disziplin    | Platz | Name                                                                |
| --------- | --------------------------------- | ------------ | ----- | ------------------------------------------------------------------- |
| 1998/1999 | Schweden: Einzelmeisterschaft U15 | Mixed        | 1     | Magnus Sahlberg / Sophia Hansson (Kärra / Vårvinden)                |
| 2000/2001 | Schweden: Einzelmeisterschaft U19 | Herrendoppel | 1     | Dennis von Dahn / Magnus Sahlberg (Mörrum / Kärra)                  |
| 2000/2001 | Schweden: Einzelmeisterschaft U17 | Mixed        | 1     | Magnus Sahlberg / Sophia Hansson (Kärra / Vårvinden)                |
| 2000/2001 | Schweden: Einzelmeisterschaft U17 | Herreneinzel | 1     | Magnus Sahlberg (Kärra)                                             |
| 2002/2003 | Schweden: Einzelmeisterschaft U19 | Herrendoppel | 1     | Emil Jonholm / Magnus Sahlberg (BMK Aura / Askim BC)                |
| 2003/2004 | Schweden: Einzelmeisterschaft U22 | Herrendoppel | 1     | Emil Jonholm / Magnus Sahlberg (BK Aura / Askim BC)                 |
| 2004/2005 | Schweden: Einzelmeisterschaft U22 | Herrendoppel | 1     | Dennis von Dahn / Magnus Sahlberg (Täby BMF / Askim BC)             |
| 2005/2006 | Schweden: Einzelmeisterschaft U22 | Mixed        | 1     | Magnus Sahlberg / Amanda Högström-Lindh (V Frölunda BMK / IFK Umeå) |
| 2005/2006 | Schweden: Einzelmeisterschaft U22 | Herreneinzel | 1     | Magnus Sahlberg (Västra Frölunda BMK)                               |
| 2006      | Iceland International             | Herreneinzel | 1     | Magnus Sahlberg                                                     |
| 2007/2008 | Schweden: Einzelmeisterschaft     | Herreneinzel | 1     | Magnus Sahlberg (Västra Frölunda)                                   |
| 2009      | Portugal International            | Herreneinzel | 1     | Magnus Sahlberg                                                     |